# Eva Calvo Gómez
Eva Calvo Gómez (ur. 29 lipca 1991 roku w Madrycie) – hiszpańska taekwondzistka, srebrna medalistka igrzysk olimpijskich w Rio de Janeiro (2016). 

## Kariera

### Igrzyska olimpijskie
Wzięła udział w igrzyskach olimpijskich w 2016 roku w taekwondo w wadze do 57 kg kobiet. W 1/8 pokonała Tajkę Phannapę Harnsujin, w ćwierćfinale Irankę Kimiję Jones, w półfinale Egipcjankę Hidaję Wahbę, zaś w finale została pokonana przez reprezentantkę Wielkiej Brytanii Jade Jones z wynikiem 7-16. 